# Ephydrolithus
Ephydrolithus (лат.) — род жуков-водолюбов подсемейства из Acidocerinae (Hydrophilidae). 5 видов.

## Распространение
Неотропика: Бразилия (Bahía, Minas Gerais).

## Описание
Жуки-водолюбы мелких размеров, длина тела от 1,8 до 3,3 мм. В усиках 9 члеников. Формула лапок равна 5-5-5. Тело овальное, в целом умеренно выпуклое. Цвет тела желтовато-коричневый. Глаза относительно маленькие, в лучшем случае лишь слегка вырезаны спереди, обычно умеренно выступают из контура головы. Наличник трапециевидный, с передним краем от широкого до едва выемчатого. Задние бёдра гладкие. Все известные виды связаны исключительно с ручьями и выходами горных пород.

## Классификация
В составе Ephydrolithus описано 5 видов. Включён в состав родовой группы Tobochares group.
- Ephydrolithus hamadae Girón & Short, 2019
- Ephydrolithus minor Girón & Short, 2019
- Ephydrolithus ogmos Girón & Short, 2019
- Ephydrolithus spiculatus Girón & Short, 2019
- Ephydrolithus teli Girón & Short, 2019